# Northampton
Pour les articles homonymes, voir Northampton (homonymie).
Northampton [nɔːˈθæmptən]  est une ville du Northamptonshire dans les Midlands de l'Est, en Angleterre.
Située sur la rive nord de la rivière Nene, la ville est située à 108 km au nord de Londres et à 80 km au sud-est de Birmingham. Sa population est de 194 458 habitants et son district est composé d'environ 200 100 habitants.
Il ne subsiste que peu de chose du Northampton d'avant 1675, la ville ayant été détruite cette année-là par un incendie. La ville s'est surtout développée avec l'arrivée du chemin de fer.

## Histoire

### Histoire ancienne
Des restes datant de l'âge du fer ont été trouvés. On estime que des communautés pratiquant l'agriculture s'y sont installées autour du VIIe siècle. Dès le VIIIe siècle, c'était un centre administratif pour le royaume de Mercie. La ville pré-normande se nommait Hamtun (nom relié à l'anglais homestead, pour propriété ou ferme) et était beaucoup plus petite, occupant une surface d'environ 60 acres. Le préfixe North a été ajouté à Hamtum pour le distinguer d'une autre localité semblablement nommée, plus au sud.

### Époque médiévale
Un grand réseau de tunnels médiévaux (en) se trouve sous le centre de la ville, autour de la All Saints church.
Le 10 avril 1194, Richard Cœur de Lion de retour en Angleterre après la troisième croisade et sa captivité par l'empereur germanique Henri VI, y tient sa cour.

### Époque moderne
À l'époque de la guerre civile anglaise, les liens de la cité avec la cour ont perdu de leurs forces et Northampton est résolument pro-Parlement. Bien que Spencer Compton, comte de Northampton, soit  un royaliste qui soutient le roi Charles Ier, la population de Northampton soutient le Parlement et l'armée républicaine des Têtes rondes d'Oliver Cromwell. Lorsque la guerre éclate en 1642, la ville devient volontairement la principale garnison parlementaire pour la région du sud-est des Midlands, avec l'ancien château royal comme quartier général. En 1643, le prince Rupert attaque Northampton avec environ 2 000 hommes, mais il est repoussé à la porte nord de la ville. Oliver Cromwell s'y rend en 1645 et le général Fairfax marche depuis la ville jusqu'à Naseby, où l'armée royaliste de Charles Ier est vaincue de manière décisive. Plus de 4 000 paires de chaussures en cuir et 600 paires de bottes de cavalerie sont fabriquées à Northampton à la demande d'Oliver Cromwell pour les armées parlementaires pendant la guerre civile, et 2 000 autres pour la New Model Army de Cromwell en 1648. C'est ce qui expliquerait pour certains l'émergence pendant quelques siècles de fabricants de chaussures dans cette ville.
Le centre-ville a été détruit par un grand incendie en 1675, causé par des étincelles provenant d'un feu ouvert dans une chaumière près du château. Le feu s'est propagé vers l'est par de forts vents d'ouest, et a consumé les trois quarts du centre-ville en 24 heures, d'autant plus que la plupart des bâtiments étaient principalement construits en bois et couverts de chaume.

## Économie
Northampton a été un centre important de fabrication de chaussures et d'autres industries du cuir, bien que seules des entreprises spécialisées dans la fabrication de chaussures telles que Barker Shoes, Church's, Crockett & Jones, Edward Green, Tricker's (anciennement situées à Earls Barton, non loin de là), et Wildsmith aient survécu. Un grand nombre d'anciennes usines de chaussures subsistent, la plupart transformées en bureaux ou en logements, dont certains sont entourés de maisons mitoyennes construites pour les ouvriers de l'usine.
L'ingénierie est devenue un employeur majeur à Northampton dans les années d'après-guerre, à la suite de l'établissement de l'usine britannique de roulements à rouleaux coniques Timken à Duston (ville de la banlieue de Northampton) en 1941, en tant qu'usine secondaire du site principal de Birmingham pendant la Seconde Guerre mondiale. L'usine, qui a fermé ses portes en 2002, employait plus de 4 000 personnes à son apogée.
Les principaux employeurs du secteur privé de Northampton se trouvent aujourd'hui dans les secteurs de la distribution et de la finance plutôt que dans l'industrie manufacturière. L'université de Northampton est également un employeur important, tout comme St Andrew's Healthcare, une organisation caritative nationale de santé mentale. St Andrew's Hospital, son hôpital phare et le plus grand hôpital psychiatrique du Royaume-Uni, sont basés à Northampton.

## Sports
La ville héberge le club de rugby des Northampton Saints qui évolue dans le stade de Franklin's Gardens.
La ville compte également un club de football Northampton Town Football Club, ainsi que de cricket avec le Northamptonshire County Cricket Club.
Le circuit de Silverstone se situe à quelques kilomètres de la ville.

## Jumelages
La ville est jumelée avec
- Poitiers (France) depuis 1979
- Marbourg (Allemagne) depuis 1992

## Personnalités liées a la commune
- Philip Doddridge (1702-1751), religieux non-conformiste
- John Clare (1793-1864), poète
- Charles Bradlaugh (1833-1891), homme politique, athée
- Violet Gibson (1876-1956),  activiste
- Robert Adams (1917-1984), peintre et sculpteur de tendance abstraite
- William Alwyn (1905-1985), compositeur de musique classique
- Tom Hall (1944-2003), musicien, chanteur, ménestrel
- Alan Moore (1953-)[8] (scénariste de bande dessinées, auteur de Watchmen et de Jérusalem)
- Peter Murphy (1957-), chanteur de rock, notamment du groupe rock gothique Bauhaus
- Sophie Turner (Game of Thrones), née le 21 février 1996
- Matt Smith (Doctor Who), né le 28 octobre 1982
- Alan Walker, DJ, auteur-compositeur et producteur britannico-norvégien, y est né en 1997.
- Pete Watkin, musicien, bassiste
- Slowthai, rappeur, né en 1994.